# Parti constitutionnel démocratique
 (novembre 2013).
Si vous disposez d'ouvrages ou d'articles de référence ou si vous connaissez des sites web de qualité traitant du thème abordé ici, merci de compléter l'article en donnant les références utiles à sa vérifiabilité et en les liant à la section « Notes et références ».
Pour les articles homonymes, voir Parti démocrate constitutionnel.
Le Parti constitutionnel démocratique est un parti politique libéral de l'Empire russe. Les membres du parti étaient appelés cadets, de l'abréviation KD du nom du parti en russe (Конституционно-демократическая партия).
Les écrits de Constantin Kaveline et de Boris Tchitcherine ont constitué la base théorique de la plate-forme du Parti. L'historien Pavel Milioukov a été chef du parti tout au long de son existence.
Après la révolution de février 1917, les cadets obtiennent une représentation significative au sein du gouvernement provisoire. Il s'oppose aux réformes économiques réclamées par les partis socialistes et s'engage pour la poursuite de la guerre contre l’Allemagne. Après les troubles révolutionnaires de juillet 1917, le parti se positionne en faveur de l'instauration d'une dictature militaire et soutient la tentative de prise du pouvoir du général Lavr Kornilov.
Aux yeux des bolcheviks, le Parti cadet représentait les intérêts de la bourgeoisie.

## Des origines radicales (1905-1906)
Le Parti constitutionnel démocratique a été formé à Moscou du 12 au 18 octobre 1905, à l'apogée de la révolution russe de 1905, quand l'empereur Nicolas II est contraint de signer le Manifeste d'octobre octroyant des libertés civiques fondamentales. Les cadets étaient à la gauche immédiate des Octobristes, un autre parti organisé dans le même temps. Contrairement aux Octobristes, qui se sont engagés pour une monarchie constitutionnelle dès le début, les Cadets ont d'abord été ambigus sur le sujet, réclamant le suffrage universel (y compris le suffrage féminin) et une Assemblée constituante qui permette de déterminer la forme de gouvernement du pays. Les cadets étaient l'un des partis invités par le Premier ministre Serge Witte à rejoindre son cabinet, en octobre-novembre 1905, mais les négociations échouèrent du fait des exigences radicales des Cadets et du refus de Witte de chasser des réactionnaires notoires comme Petr Nikolaïevitch Durnovo du cabinet.
Aux élections à la première Douma d'État de l'Empire russe en avril 1906, les cadets ont reçu 37 % des voix de la population urbaine et remporté plus de 30 % des sièges (179 sur 478). Ils interprétèrent leur victoire électorale comme un mandat et s'allièrent à la faction de la gauche paysanne troudovik, formant ainsi une majorité à la Douma. Lorsque leur déclaration d'intention législative a été rejetée par le gouvernement au début de la session parlementaire, au mois d'avril, ils ont adopté une ligne radicale d'opposition, en dénonçant le gouvernement à chaque occasion. Le 9 juillet, le gouvernement annonça que la Douma était dissoute en raison de ses dysfonctionnements. En réponse, 120 cadets, 80 troudoviks et des députés sociaux-démocrates allèrent à Vyborg (alors une partie du Grand-Duché de Finlande, et donc hors de portée de la police russe) et ont signé le Manifeste de Vyborg (aussi nommé l'« appel de Vyborg »), écrit par Pavel Milioukov. Dans le manifeste, ils appelaient à la résistance passive et au non-paiement des impôts. L'appel n'a pas eu d'effet sur la population en général et se révéla à la fois inefficace et contreproductif, aboutissant à une interdiction de ses auteurs, y compris l'ensemble de la direction des Cadets, à participer aux futures doumas.
Ce n'est que plus tard en 1906, avec le repli de la révolution, que les cadets abandonnèrent leurs aspirations révolutionnaires et républicaines et se déclarèrent en faveur d'une monarchie constitutionnelle. Le gouvernement, cependant, resta réticent envers les cadets jusqu'à la chute de la monarchie en 1917.

## L'opposition parlementaire (1906-1917)
Lorsque la deuxième Douma a été convoquée le 20 février 1907, les Cadets se sont trouvés dans une position difficile. Leur leadership n'était pas représenté à la Douma après le fiasco du Manifeste de Vyborg, et le nombre de leurs députés a été ramené à une centaine. Tout en étant encore la plus grande faction de la Douma, ils ne dominaient plus le parlement et leurs tentatives de se concentrer sur les lois ont été contrecarrées par les radicaux, de gauche comme de droite, qui utilisaient la Douma comme un outil de propagande. Bien que les Cadets aient modéré leur position dans la deuxième Douma, en mai 1907 ils refusèrent de voter pour une résolution dénonçant la violence révolutionnaire. Celle-ci a donné au gouvernement de Piotr Stolypine un prétexte pour dissoudre la deuxième Douma, le 3 juin 1907 et pour modifier la loi électorale de façon à limiter de façon draconienne la représentation des partis de gauche et libéraux.
Compte tenu des changements dans la loi électorale, les cadets ont été réduits à un groupe relativement faible d'opposition (54 sièges) dans la troisième Douma (1907-1912). Bien qu'exclus des plus importantes commissions de la Douma, les Cadets n'étaient pas complètement impuissants et pouvaient déterminer l'issue de certains votes quand ils s'alliaient à la faction centriste des octobristes contre l'aile droite nationaliste de l'assemblée. 
En 1908, ils modéraient encore davantage leur position, votant pour dénoncer la violence révolutionnaire, ne cherchant plus l'affrontement avec le gouvernement et s'appliquant à influencer la législation dans la mesure du possible. En 1909 Pavel Milioukov pouvait affirmer que les Cadets étaient désormais « l'opposition de Sa Majesté, et non pas opposés à Sa Majesté », ce qui a seulement causé une dissidence modérée au sein de la faction de gauche du parti. Les Cadets, alliés avec la faction progressiste et les Octobristes, ont pu appuyer certains projets de loi libéraux (libertés religieuses, liberté de la presse et des syndicats) à la Douma, mais ces projets étaient soit dilués par la chambre haute du parlement, soit soumis au veto mis par l'empereur. L'échec de leur programme législatif a discrédité encore plus leur stratégie de changement pacifique grâce à la réforme progressive.
En 1910 le gouvernement a ravivé sa campagne de russification dans une tentative de restreindre les droits des minorités, notamment en réduisant radicalement l'autonomie de la Finlande. La plupart des cadets étaient opposés à ces politiques et, alliés à l'aile gauche octobriste, ont tenté de les atténuer autant que possible, mais en vain. Toutefois, une minorité des Cadets dirigé par Pierre Struve a appuyé une version modérée de russification, sujet sur lequel le parti menaçait de se diviser. Avec l'augmentation du mécontentement populaire après le massacre de la Léna le 4 avril 1912 et une baisse continue des adhérents au parti après 1906, les dissensions au sein du parti s'accentuèrent. Les dirigeants de la gauche des Cadets, comme le membre du Comité central Nikolaï Vissarionovitch Nekrasov, ont fait valoir que l'expérience de la Douma avait été un échec et que le « travail constructif » était inutile dans le cadre d'un gouvernement autocratique. De leur côté, les dirigeants de la droite des Cadets, comme les membres du Comité central Vassili Maklakov, Mikhaïl Tchelnokov, Nikolaï Gredeskoul et Ariadna Tyrkova-Williams, ont plaidé en faveur d'une évolution vers la droite.
Les désaccords ont été provisoirement mis de côté en juillet 1914 au déclenchement de la Première Guerre mondiale lorsque les Cadets ont appuyé sans réserve le gouvernement et ont trouvé un moyen de s'investir dans divers types de travaux de secours sous l'égide de l'Union panrusse des zemstvos et de l'Union panrusse des villes de Russie.
Courant 1915, alors que la période initiale des sentiments d'unité nationale s'était éteinte, et que le retrait russe de la Galicie avait montré l'incompétence du gouvernement, les cadets, de concert avec la faction progressiste, les Octobristes et une partie du groupe nationaliste à la Douma, ont formé le Bloc progressif en août 1915. Celui-ci était critique de la poursuite de la guerre par le gouvernement et a exigé un gouvernement de « confiance populaire ». Comme les défaites de la Russie dans la guerre se sont multipliées, l'opposition des Cadets est devenue plus prononcée, culminant avec le discours de Milioukov à la Douma, en octobre 1916, lorsqu'il a accusé tous les ministres du gouvernement de trahison.

## La révolution de 1917

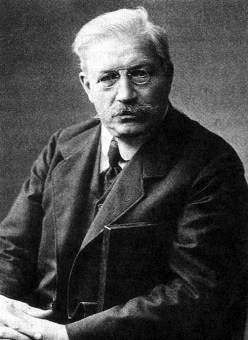
Pavel Milioukov, ministre des Affaires étrangères de Russie de février à mai 1917 et membre des cadets.

Au cours de la révolution de Février, les députés cadets à la Douma et d'autres personnalités cadets ont formé le noyau du nouveau gouvernement provisoire russe avec cinq portefeuilles. Bien qu'exerçant des pouvoirs limités, dans une situation connue sous le nom de double pouvoir, le gouvernement provisoire tente immédiatement de faire face aux problèmes des nationalités dans l'Empire russe. Les cadets ont présenté un projet de loi abolissant toutes les restrictions fondées sur la religion ou la nationalité et introduit un élément d'autodétermination par le transfert de pouvoir des gouverneurs généraux aux représentants locaux. Ils ont publié un décret reconnaissant l'autonomie polonaise, mais surtout comme un geste symbolique à la lumière de l'occupation allemande de ce territoire. Toutefois, cette tendance a été limitée, car la plupart des ministres craignaient un effondrement de l'empire. 
Un des dirigeants des cadets, le prince Lvov, est devenu Premier ministre et Pavel Milioukov a été ministre des Affaires étrangères de Russie. Parti radical juste 11 ans plus tôt, après la révolution de Février, les Cadets occupaient l'extrémité droite de l'éventail politique puisque toutes les partis monarchistes avaient été dissous, et que les Cadets étaient le seul parti ouvertement non socialiste restant.
La position des cadets dans le gouvernement provisoire a été compromise quand la promesse de Milioukov aux alliés de l'Entente de continuer la guerre (18 avril) a été rendue publique le 26 avril 1917. La crise gouvernementale a conduit Milioukov à la démission et à un accord entre partis socialistes modérés les 4 et 5 mai. La position des Cadets s'est encore érodée durant la crise des Journées de juillet 1917 quand ils ont démissionné du gouvernement pour protester contre les concessions au mouvement indépendantiste ukrainien. Pourtant, la coalition a été réformée plus tard en juillet sous Alexandre Kerenski et le gouvernement a survécu à une autre crise au début de septembre. Sergueï Fedorovitch Oldenbourg a été ministre de l'Éducation et brièvement président de la commission sur les nationalités. 
Les Cadets étaient devenus un handicap pour leurs partenaires de la coalition socialiste et un paratonnerre pour la propagande bolchevique. Avec la prise de pouvoir bolchevique le 25 octobre 1917, la presse des Cadets est interdite et le parti constitutionnel démocratique fait l'objet d'un décret de dissolution le 25 novembre 1917 par le nouveau régime bolchevik. Oldenbourg avec un groupe d'universitaires sont allés voir Lénine à l'institut Smolny pour se plaindre de l'arrestation de plusieurs ministres de l'ancien gouvernement provisoire.

## La guerre civile russe et le déclin (1918-1940)
Après la victoire bolchevique dans la guerre civile russe, la plupart des membres de la direction des Cadets ont été contraints d'émigrer. Ils ont publié des journaux à l'étranger, principalement à Paris[réf. nécessaire], jusqu'à la Seconde Guerre mondiale. Toutefois Oldenbourg a négocié une relation de travail entre l'Académie des sciences de Russie et les bolcheviks, signant un accord selon lequel l'Académie appuyait la Russie soviétique en février 1918.

### Liste des principaux Cadets
- Alexandre Alexandrovitch Kornilov
- Gueorgui Lvov
- Pavel Milioukov
- Vladimir Dmitrievitch Nabokov, fils de l'ancien ministre de la Justice Dimitri Nikolaïevitch Nabokov, et père de l'écrivain Vladimir Nabokov
- Nikolaï Vissarionovitch Nekrassov
- Sergueï Oldenbourg
- Pierre Struve
- Ariadna Tyrkova-Williams
- Vladimir Vernadski
- Maxime Vinaver
- Constantin Sokolov